# 2C-Bn

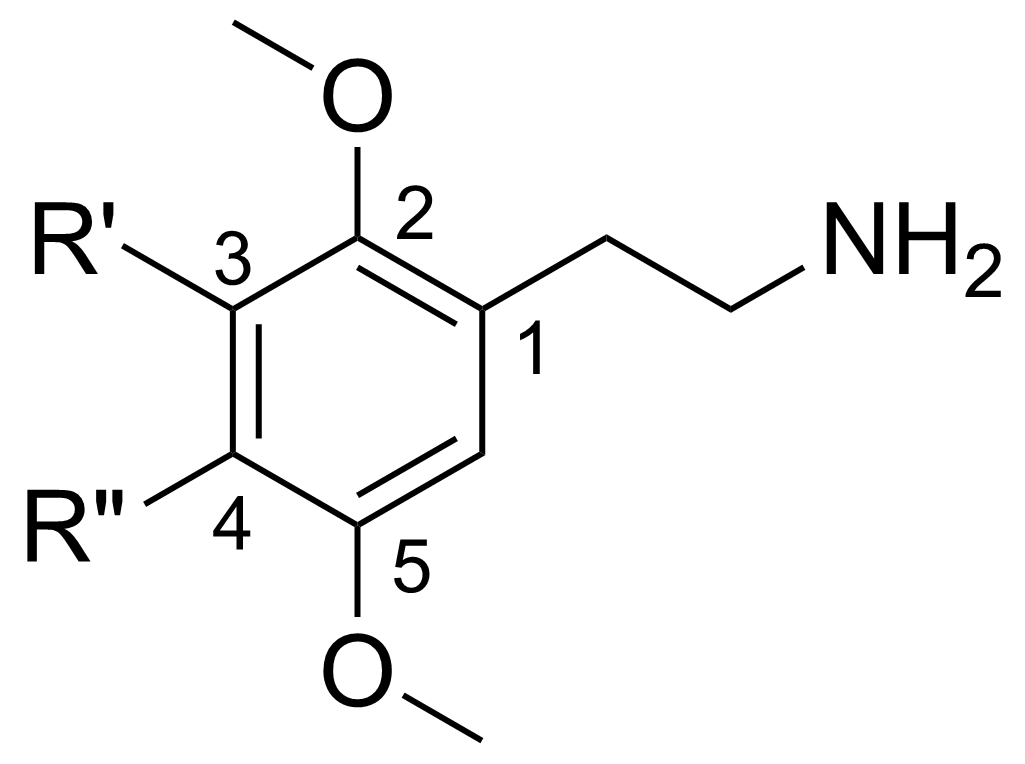
2C系列化合物的母体结构

2C-Bn是一种含氮有机化合物，分子式C17H21NO2，属于2,5-二甲氧基苯乙胺衍生物（2C类化合物），其中Bn指代苯环4号位的氢被苄基取代。